# دیتریش اکارت

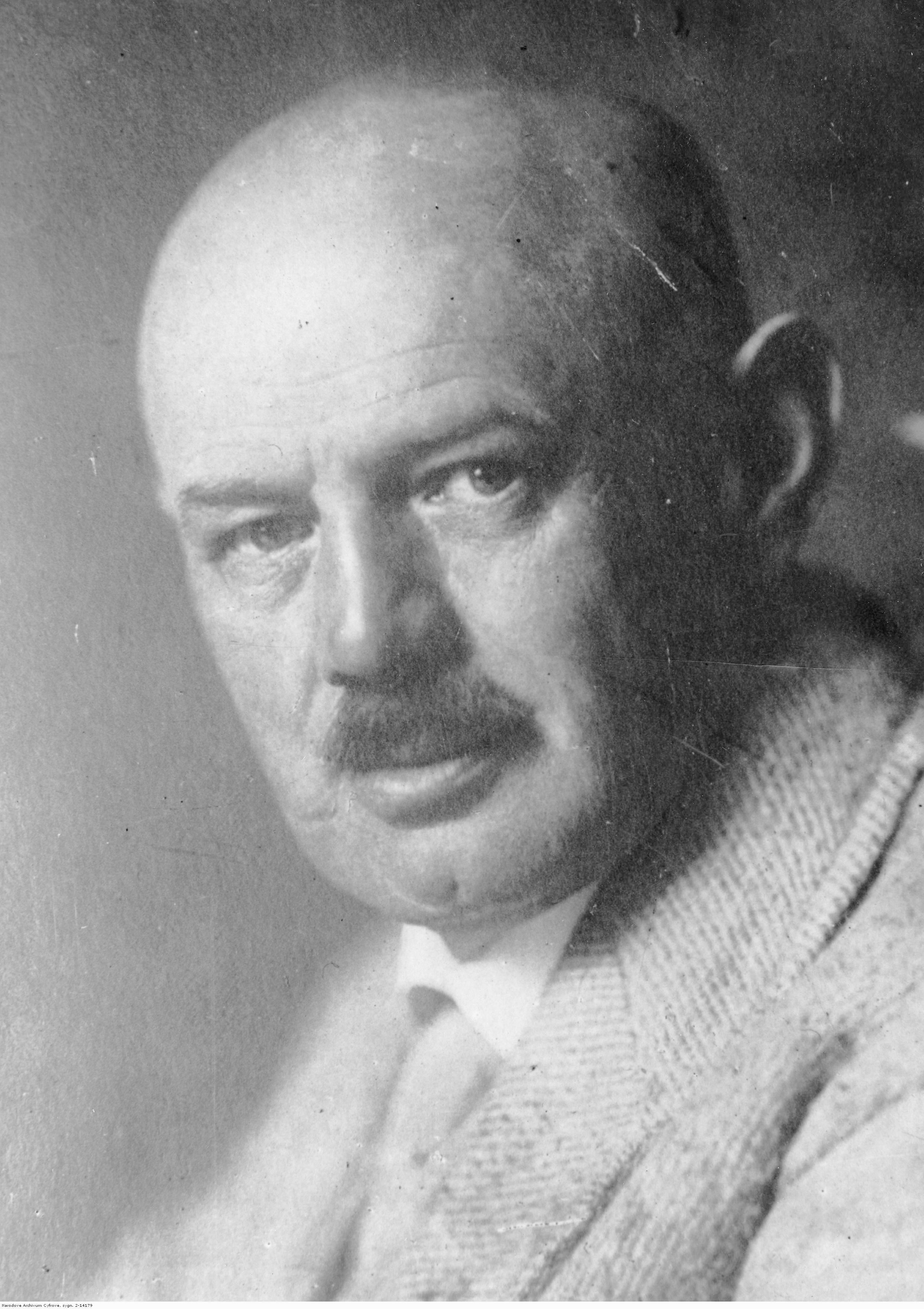
نگارهٔ دیتریش اِکارت، سیاست‌مدار آلمانی - ۱۹۴۳

دیتریش اِکارت (به آلمانی: Dietrich Eckart)‏ (۱۸۶۸ - ۱۹۲۳) روزنامه‌نگار، نمایش‌نامه‌نویس، شاعر و یک سیاستمدار آلمانی بود. او یکی از اعضای اولیه و کلیدی حزب نازی آلمان بود که بر روی آدولف هیتلر نفوذ زیادی داشت. دیتریش در نوامبر ۱۹۲۳ در کودتای مونیخ شرکت داشت،وی همچنین از ۱۹۲۱ تا ۱۹۲۳ سردبیر روزنامه فولکیشِر بئوباختر بود.
دیتریش در ۲۶ دسامبر ۱۹۲۳ بر اثر یک سکته قلبی در شهر برشتس گادن درگذشت.

## آثار
- "بولشویسم از موسی تا لنین: یدال.گی ما بین آدولف هیتلر و من" (ترجمه انگلیسی کتاب)